# .222 Remington
.222 Remington — малоімпульсний гвинтівковий набій розповсюдженого в США і Європі калібру 5,56-мм, який застосовується в основному для мисливських цілей. Українською назва набою звучить «двісті двадцять два Ремінгтон», а часто просто «двісті двадцять другий».

## Історія
Патрон .222 Remington був створений у США однією з провідних американських збройових компаній Remington Arms 1950. Він був розроблений повністю «з нуля», тобто розробники не брали за основу жоден з набоїв, що існували раніше. .222 Remington став першим, запущеним в серійне виробництво, патроном калібру 5,56-мм в рамках робіт з пошуку нового боєприпасу, що володів малим відбоєм, настильною траєкторією кулі і високою точністю (роботи велися, перш за все, в інтересах Пентагона). Новий патрон повністю відповідав початковим вимогам, хоча почав використовуватися не військовими, а мисливцями і стрільцями-спортсменами, особливо для вармінтінгу та стрільби з упору («бенчрестінга»), ставши найпоширенішим у 1950-60-ті роки боєприпасом для цих дисциплін.
Патрон .222 Remington став родоначальником цілого сімейства патронів калібру 5,56-мм, у тому числі відомого 5,56 × 45 мм — стандартного патрона для автоматичної зброї армій країн НАТО (позначення калібру в назвах цих патронів різне, але справжній калібр у них однаковий — 5,7 мм, тобто 0,224 дюйма). Крім того, його гільза послужила основою при розробці деяких патронів іншого калібру.

розмірено патрона .222 Remington

У свій час цей патрон був виключно популярний, особливо в США, але з появою в 60-70-ті роки патронів, близьких за характеристиками, перш за все, .223 Remington (цивільної версії військового патрона 5,56 × 45 мм), він сильно здав позиції. У США він став досить рідкісний, хоча досі часто зустрічається в інших країнах.

## Відмінні риси
Патрон .222 Remington має слабкий відбій, який, при великій вазі зброї і товстому одягу, може взагалі не відчуватися. Легка 2,6 … 4 г) куля має високу початкову швидкість, що перевищує, в деяких типах патрона, 1000 м/с. Така швидкість кулі забезпечує дуже настильну траєкторію і надзвичайно високу купчастість. Показово, що в 1973 році при стрільбі саме ним у США було встановлено рекорд за влучністю — близько 0,3 кутових хвилини. Проте маленька і легка куля сильно піддається впливу бічного вітру, але це є недоліком взагалі всіх малокаліберних куль.
Істотна перевага цього патрона в порівнянні з низкою аналогічних високошвидкісних патронів .220 Swift або .22-250 — в ньому використовується значно менша кількість пороху, тому стрільба ним менше зношує ствол зброї. Відповідно, і звук пострілу в нього тихіший.
У порівнянні з «основним конкурентом» — патроном .223 Remington — його куля має меншу дульну енергію, а відбій є дещо слабшим.

## Застосування
.222 Remington застосовується зараз виключно мисливцями. Він в перший період свого існування був улюбленим боєприпасом для вармінтінга і, незважаючи на сильну конкуренцію з боку інших патронів, продовжує часто використовуватися для цієї стрілецької дисципліни на дистанціях до 200 м.

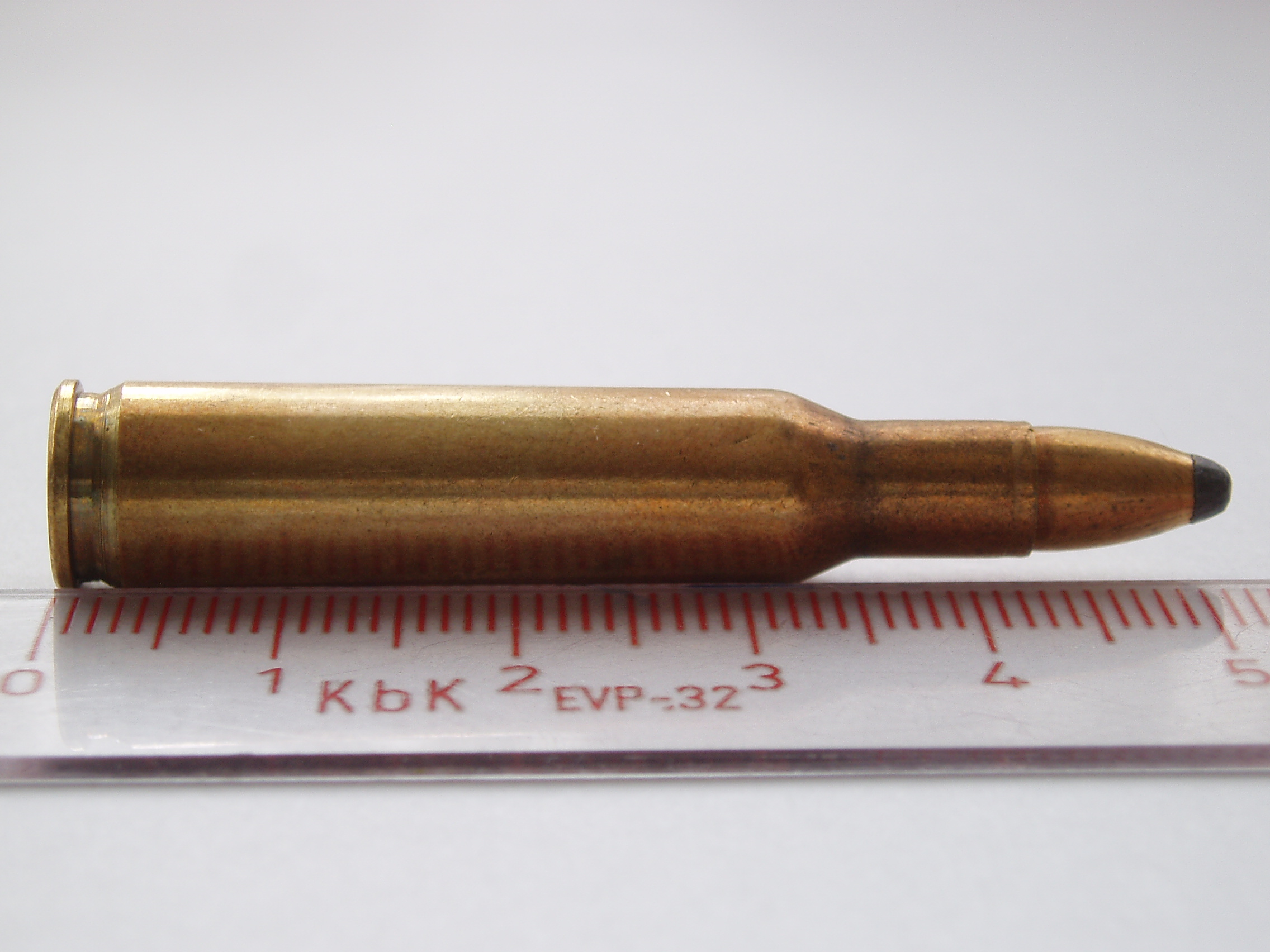
Патрон .222 Remington з експансивною кулею

У країнах, де існує заборона на використання цивільної зброї під військові калібри (наприклад, Франції і Іспанії), цей патрон повністю займає нішу .223 Remington. Це хороший патрон для стрільби дрібної дичини. У європейських країнах і Росії це, перш за все, різні гризуни, лисиця, сарна (в Німеччині це один з найпоширеніших патронів для видобутку козулі). Якщо брати патрони з експансивною кулею, то можна бити навіть вовків. Але на близьких дистанціях треба проявляти велику обережність, тому що високошвидкісна куля .222 Remington може сильно порвати тушку. Він також годиться для видобутку середньої і великої птиці (там, де дозволено бити птицю з нарізної зброї). Але велике значення має характер місцевості, оскільки навіть невелика природна перешкода, на зразок пучка трави або гілочки, яка опинилася на шляху легкої кулі, здатна істотно змінити траєкторію її польоту.
Зброя під патрон .222 Remington — практично виключно магазинні карабіни.